# Tatjana Petrova
Tatjana Valerjevna Petrova (Russisch:Татьяна Валерьевна Петрова) (Tsjoevasjië, 8 april 1983) is een Russische atlete, die zich heeft toegelegd op de 3000 m steeple en de lange afstanden op de baan. Daarnaast manifesteert zij zich ook als marathonloopster. Zij nam tweemaal deel aan de Olympische Spelen en won in 2012 de bronzen medaille op de marathon, hoewel ze aanvankelijk vierde was geworden. In 2016 werd haar prestatie echter alsnog opgewaardeerd naar een derde plaats en dus een bronzen medaille na de diskwalificatie van haar landgenote Jekaterina Volkova als gevolg van een geconstateerde dopingovertreding.

## Biografie

### Eerste successen
Petrova begon haar sportcarrière als veldloopster. Werd ze aan het begin van 2001 bij de wereldkampioenschappen veldlopen in het Belgische Oostende bij de junioren nog 41ste, aan het eind van dat jaar deed zij het op de Europese veldloopkampioenschappen in het Zwitserse Thun al een stuk beter: ze bereikte er bij de junioren een negentiende plaats, vlak voor de Nederlandse Adriënne Herzog, die als 21ste de finish passeerde. Een jaar later kwam zij op de WK veldlopen in Dublin echter niet verder dan de 52ste plaats.
Heel wat succesvoller was datzelfde jaar haar deelname aan de wereldkampioenschappen voor junioren op de baan in Kingston. Op de 3000 m snelde zij er naar een vierde plaats in 9.17,83, ruim een seconde verwijderd van het ereplatform, waarna zij hier op de 5000 m een zesde plaats aan toevoegde in een wedstrijd, die werd gewonnen door de Ethiopische Meseret Defar.
In 2003 won Tatjana Petrova haar eerste belangrijke medaille. Op de Europese kampioenschappen voor neosenioren in Bydgoszcz veroverde zij op de 5000 m het zilver achter de Turkse Elvan Abeylegesse.

### Eerste overstap naar de weg
Daarna maakte zij opvallend genoeg haar eerste overstap naar de weg en werd zij in 2004 met een tijd van 2:36.34 vijfde op de marathon van Honolulu. Dat jaar won ze ook de Monument Avenue 10K, een door de Amerikaanse atletiekbond gesanctioneerde 10 km wegrace, die jaarlijks plaatsvindt in Richmond, Virginia. Een jaar later herhaalde zij deze prestatie.

### Goud en zilver op EK U23
Terug op de baan kwam Petrova in 2005 tijdens de Europese kampioenschappen voor neosenioren tot het grootste succes uit haar loopbaan. Op de 10.000 m snelde zij naar het goud. Met een tijd van 33.55,99 versloeg ze de Wit-Russische Olga Minina (zilver; 34.03,55) en de Duitse Eva Maria Stöwe (brons; 34.05,03). Op de 5000 m voegde zij hier nog eens een zilveren plak aan toe, want evenals twee jaar eerder werd zij op dit onderdeel tweede en opnieuw achter een Turkse, Binnaz Uslu ditmaal, die haar 4,5 seconde voorbleef.

### Focus op 3000 m steeple
In de jaren die volgden richtte Tatjana Petrova zich op de 3000 m steeple, zonder dat ze de wegatletiek helemaal liet vallen. Eerst realiseerde ze in 2006 in eigen land tijdens de Russische indoorkampioenschappen op dit zware nummer met hindernissen in 9.07,00 zowel een Russisch record als een beste wereldjaarprestatie. Hierbij dient te worden aangetekend dat een steeplenummer indoor zelden wordt gelopen, omdat nagenoeg geen enkele indoorbaan hierop is ingericht. Vervolgens won zij op de Europese kampioenschappen in Göteborg op de 3000 m steeple een zilveren medaille.
Het jaar daarop veroverde ze tijdens de wereldkampioenschappen in Osaka eveneens een zilveren medaille in deze discipline. Met een PR van 9.09,19 eindigde ze daar achter haar landgenote Jekaterina Volkova (goud; 9.06,57) en voor de Keniaanse Eunice Jepkorir (brons; 9.20,09). 
Op de Olympische Spelen van 2008 in Peking plaatste ze zich op de 3000 m steeple voor de finale. In een race, die werd gedomineerd door haar landgenote Goelnara Samitova-Galkina, die als eerste de 9-minutenbarrière doorbrak en in 8.58,81 een wereldrecord vestigde, eindigde Petrova als vierde in 9.12,33, net naast het podium. Negen jaar nadien werd zij echter alsnog uitgeroepen tot bronzen medaillewinnares na een positieve dopingtest van haar landgenote Jekaterina Volkova en kreeg Petrova de bronzen medaille.

### Focus opnieuw op de weg
Daarna richtte Tatjana Petrova zich opnieuw op de weg. Ze verbeterde haar persoonlijk beste prestatie op de marathon in 2009 tot 2:25.53, waarmee ze vierde werd in de marathon van Dubai, om vervolgens de marathon van Los Angeles te winnen in een tijd, die slechts zes seconden langzamer was.
In 2010 kwam zij niet in actie, maar in 2011 was ze terug en etaleerde zij in februari haar goede vorm met een derde plaats in de marathon van Tokio. Later dat jaar, in september, nam zij deel aan de marathon van Berlijn, waar zij op een vijfde plaats eindigde in 2:25.01, een verbetering van haar PR met bijna een minuut.
In 2012 liep ze naar een derde plaats op de olympische marathon in Londen.

## Titels
- Russisch indoorkampioene 3000 m steeple - 2006
- Europees kampioene U23 10.000 m - 2005

## Persoonlijke records

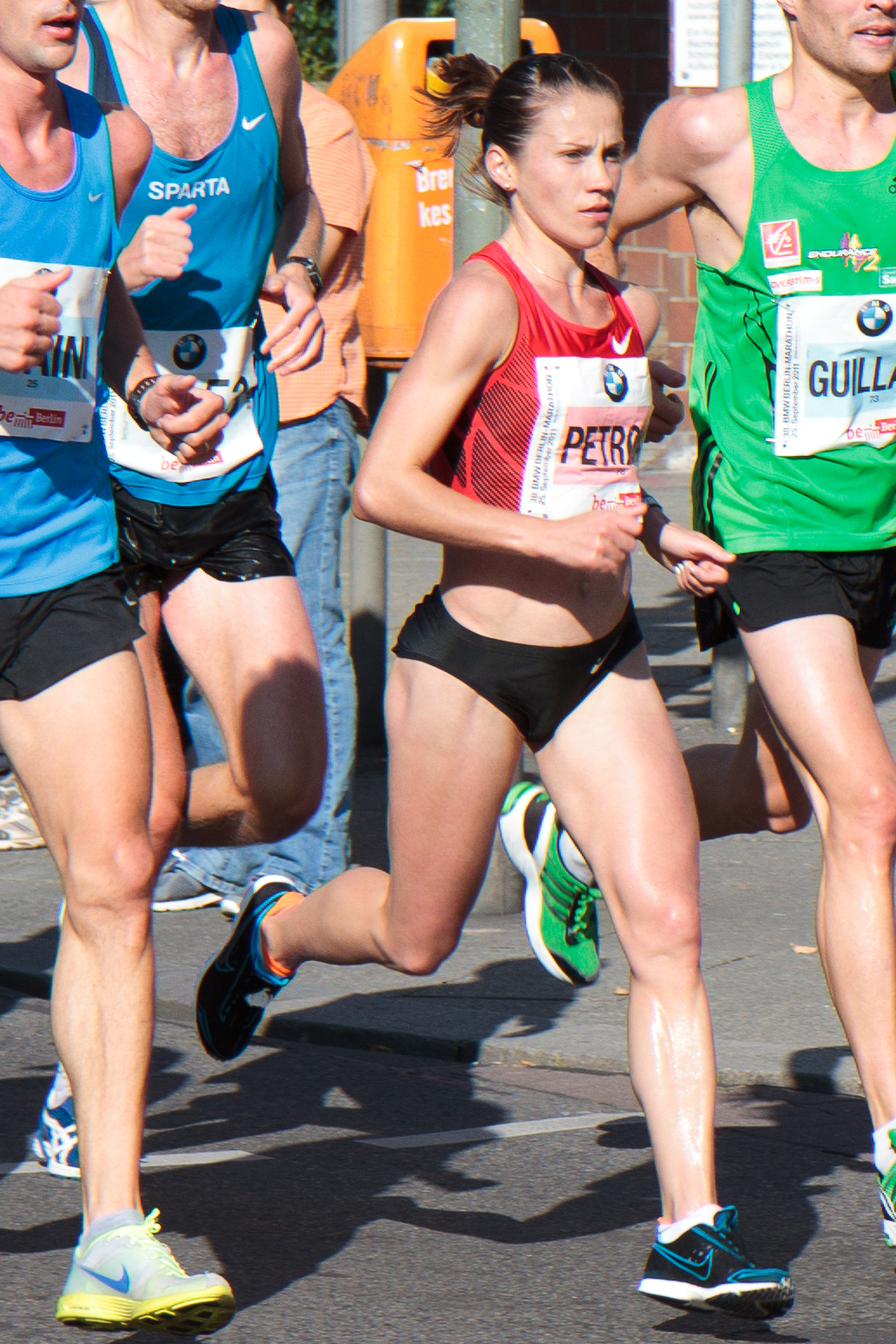
Tatjana Petrova op weg naar een vijfde plaats en een serie PR's tijdens de marathon van Berlijn 2011.

Outdoor
| Onderdeel      | Prestatie | Datum            | Plaats      |
| -------------- | --------- | ---------------- | ----------- |
| 1500 m         | 4.16,01   | 30 mei 2008      | Tsjeboksary |
| 3000 m         | 8.44,13   | 24 juni 2006     | Zjoekovski  |
| 5000 m         | 15.46,58  | 27 juni 2003     | Tsjeboksary |
| 10.000 m       | 32.17,49  | 14 juni 2005     | Toela       |
| 3000 m steeple | 9.09,19   | 27 augustus 2007 | Osaka       |

Indoor
| Onderdeel      | Prestatie           | Datum            | Plaats    |
| -------------- | ------------------- | ---------------- | --------- |
| 3000 m         | 8.55,49             | 9 februari 2007  | Wolgograd |
| 3000 m steeple | 9.07,00 (nat. rec.) | 17 februari 2006 | Moskou    |

Weg
| Onderdeel      | Prestatie | Datum             | Plaats  |
| -------------- | --------- | ----------------- | ------- |
| 10 km          | 32.10     | 24 maart 2007     | Mobile  |
| 15 km          | 49.52     | 11 juli 2004      | Utica   |
| halve marathon | 1:12.31   | 25 september 2011 | Berlijn |
| 25 km          | 1:26.01   | 25 september 2011 | Berlijn |
| 30 km          | 1:43.22   | 25 september 2011 | Berlijn |
| marathon       | 2:23.29   | 5 augustus 2012   | Londen  |

## Palmares

### 3000 m
- 2002: 4e WJK - 9.17,83
- 2006:  Znamenskiy Memorial in Zhukovskiy - 8.44,13
- 2007:  Moscow Cup- Luzhniki in Moskou - 8.50,33

### 5000 m
- 2002: 6e WJK - 16.04,10
- 2003:  EK U23 - 16.02,79
- 2005:  EK U23 - 16.01,79
- 2015:  Cheboksary - 16.38,32

### 10.000 m
- 2004: 7e Russische kamp. - 32.37,88
- 2005: 6e Russische kamp. - 32.17,49
- 2005:  EK U23 - 33.55,99

### 3000 m steeple
- 2006:  EK - 9.28,05
- 2006: 5e Wereldbeker - 9.36,50
- 2007:  WK - 9.09,19
- 2008:  OS - 9.12,33 (na DQ Jekaterina Volkova)

### 5 km
- 2004:  Schlotzsky's Deli Bun Run in Austin - 15.36
- 2005:  Wells Fargo in Salt Lake City - 15.46

### 10 km
- 2004:  Monument Avenue 10K - 32.46
- 2004:  Crescent City Classic in New Orleans - 32.37
- 2004: 4e Peoples Beach to Beacon in Cape Elizabeth - 32.21,9
- 2005:  Azalea Trail Run in Mobile - 32.31
- 2005: 4e Crescent City Classic in New Orleans - 32.20
- 2005:  Monument Avenue 10K - 32.46
- 2005:  Sallie Mae in Washington - 32.31
- 2006: 5e World's Best in San Juan - 33.00,7
- 2007:  Azalea Trail Run in Mobile - 32.10
- 2007:  Crescent City Classic in New Orleans - 32.31

### 10 Eng. mijl
- 2004: 4e Credit Union Cherry Blossom - 53.31
- 2007:  Credit Union Cherry Blossom- early start - 52.58

### halve marathon
- 2014:  halve marathon van Ufa - 1:13.34

### marathon
- 2004: 5e marathon van Honolulu - 2:36.34
- 2005: 8e Chicago Marathon - 2:31.03
- 2007:  marathon van Honolulu - 2:35.56
- 2009: 4e marathon van Dubai - 2:25.53
- 2009:  marathon van Los Angeles - 2:25.59
- 2011:  marathon van Tokio - 2:28.56
- 2011: 5e marathon van Berlijn - 2:25.01
- 2012:  OS - 2:23.29
- 2014: 12e Boston Marathon - 2:30.29 (na DSQ van Rita Jeptoo)
- 2014:  marathon van Istanboel - 2:31.47
- 2015: 14e marathon van Londen - 2:28.42
- 2016:  marathon van Volgograd - 2:28.34

### veldlopen
- 2001: 41e WK junioren - 24.11
- 2001: 19e EK junioren - 11.22 ( in het landenklassement)
- 2002: 52e WK junioren - 22.26
- 2002: 4e EK junioren - 12.29